# Museo internazionale della profumeria
Il Museo internazionale della profumeria (in francese Musée international de la parfumerie) è un museo, categorizzato come Museo di Francia, situato a Grasse, nel dipartimento delle Alpi Marittime.
Il museo illustra le tecniche e il saper fare della tradizionale creazione dei profumi francesi, nonché i loro usi nel corso della storia. La missione del museo è quella di preservare ed esporre collezioni che presentano la storia della profumeria fin dell'antichità   : sapone, trucco, tecniche, commercializzazione, resti archeologici. Il museo è diviso in 5 sezioni tematiche:   eleganza e classicità, magia e dinamismo, leggerezza e igiene. Questi diversi temi sono a loro volta organizzati con una cronologia occidentale, dall'antichità all'odierno.

## Storia
Con Grasse, la storica città del profumo, ma anche grandi nomi come Coco Chanel o François Coty, la Francia è considerata leader della profumeria contemporanea. Un primo museo del profumo a Grasse venne aperto nel 1918 su iniziativa privata, sostenuta da François Carnot, figlio del presidente della Repubblica Marie François Sadi Carnot. Le collezioni di questo museo furono arricchite dal 1921, grazie a numerose donazioni.
Il Museo internazionale della profumeria è stato inaugurato nel 1989 ed è diventato uno dei simboli della specialità artigianale locale, con le sue collezioni dedicate alla profumeria. L'area museale aumenta a 3 500 m² dopo i lavori di ristrutturazione del 2006.

## Giardini del museo
Dato che la coltivazione dei fiori è andata nel tempo progressivamente diminuendo a Grasse,  la raccolta dei fiori da profumo viene effettuata altrove, specialmente in Egitto o nell'India meridionale per il gelsomino. Al fine di mantenere l'immagine di Grasse nel mondo della profumeria e salvaguardare il saper fare tradizionale, il museo ha creato un apposito giardino in cui si conservano le piante che producono fiori da profumo, che sono la materia prima dell'industria locale. Questo "museo vivente"  è oggi parte del paesaggio urbano. È a questo scopo che La Bastide du Parfumeur è nata nel 2007, unendo la conservazione del patrimonio e un approccio ludico del pubblico alla botanica. Il giardino botanico del museo è anche un rifugio per la fauna selvatica, poiché la comunità di agglomerati del Pays de Grasse ha siglato una partnership con la Lega per la protezione degli uccelli, impegnandosi così a utilizzare tecniche biologiche per salvaguardare la fauna selvatica sul sito.